# Mont Thabor
Mont Thabor – szczyt w Alpach Kotyjskich, części Alp Zachodnich. Leży w południowo-wschodniej Francji w regionie Owernia-Rodan-Alpy, przy granicy z Włochami. Leży na południe od wyższego o 29 metrów szczytu Pic du Thabor. Odziela je przełęcz Col du Thabor. 
Szczyt można zdobyć drogą z miejscowości Valmeinier w dolinie Valle Stretta.